# Nathdwara

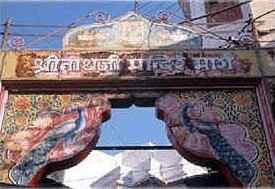
Entrée du temple principal de Nathdwara.

Nathdwara est une ville du Rajasthan dans le nord ouest de l'Inde importante par son lien très fort à Vishnu et plus particulièrement Krishna. En effet une représentation de cette déité de l'hindouisme datant du XIVe siècle a été ramenée à Nathdwara afin d'échapper à la guerre sévissant à Mathura au XVIIe siècle. Depuis la ville est considérée comme sacrée aux yeux des croyants. Elle est aussi appelée Sri Nathji.